# Битва за Вейхайвей
Битва за Вейхайвей або Оборона Вейхайвей — битва завершального етапу японо-китайської війни 1894—1895 років. Бойові дії відбувалися з 30 січня до 12 лютого 1895 року між частинами китайського гарнізону, Бейянський флот адмірала Дін Жучана і японською 3-ю польовою армією генерала Оями Івао та Об'єднаним флотом віце-адмірала Іто Сукеюкі.

## Сили сторін
Після падіння в листопаді 1894 року Люйшуня Вейхавей залишався останньою укріпленої базою Бейянської ескадри. Китайський броненосний флот після битви біля гирла Ялу був сильно ослаблений і не виходив в море, однак все ще був серйозною військовою силою. Під командуванням адмірала Дін Жучана у Вейхайвеї знаходилося два застарілих броненосця 2-го класу, два броненосних крейсера 3-го класу, три бронепалубних крейсера 3-го класу, два навчальних корабля (дерев'яні кліпера), шість малих канонерок і 12 справних міноносців. Підходи до гавані захищали 15 фортів берегової оборони, які утворювали три укріплених райони — на материку біля східного входу в бухту, біля західної протоки і на островах Люгундао і Жидао. Обидві протоки також були перегороджені підводними мінними і надводними боновими загородженнями. Сухопутні укріплення обмежувалися середньовічною стіною навколо міста Вейхайвей. Гарнізон складався з 9 тисяч погано навчених солдатів.
Не наважуючись атакувати Бейянську ескадру з моря в захищеній базі, японське командування вирішило відправити до Вейхайвею експедиційний корпус, щоб оволодіти портом з суші і захопити китайські кораблі, що стояли в гавані. У Японії була сформована 3-тя армія із 2 дивізій, яка відпливла 10 січня 1895 року на транспортах з Хіросіми в Далянь. Там в її склад була включена ще одна бригада розформованої 2-ї армії. Загальна чисельність японських військ склала 28 тис. осіб, у тому числі 10 тис. беззбройних переносників. Командування прийняв генерал Ояма Івао, який раніше керував взяттям Люйшунь. На морі діяв Об'єднаний японський флот віце-адмірала Іто Сукеюкі з 22 бойових кораблів: сім бронепалубних крейсерів 2-го класу, броненосний крейсер 3-го класу, три застарілих броненосних кораблі, два авізо, п'ять корветів, чотири канонерки і 16 міноносців.

## Висадка японських військ
19 січня 1895 року транспорти з першим ешелоном військ 3-й японської армії вийшли з Даляньваню, щоб перетнути Бохайську протоку. Транспортні кораблі супроводжували головні сили адмірала Іто. Перехід проходив у важких умовах — за сильних хвиль і 20-градусного морозу палуби і надбудови кораблів покривалися крижаною кіркою. У той же день для відволікання уваги від основного місця висадки «Летючий» загін контр-адмірала Цубоі Кодзо (4 бронепалубних крейсера 2-го класу) обстріляв китайські укріпелння в Денчжоу, що на північний захід від Вейхайвей. Після того як артилерія крейсерів змусила замовкнути берегові батареї, в Денчжоу був висаджений 2-тисячний загін, який перерізав прибережний шлях Вейхайвей—Пекін. Тепер зв'язок морської фортеці з іншим Китаєм могла підтримуватися тільки через важкодоступні гірські шляхи.

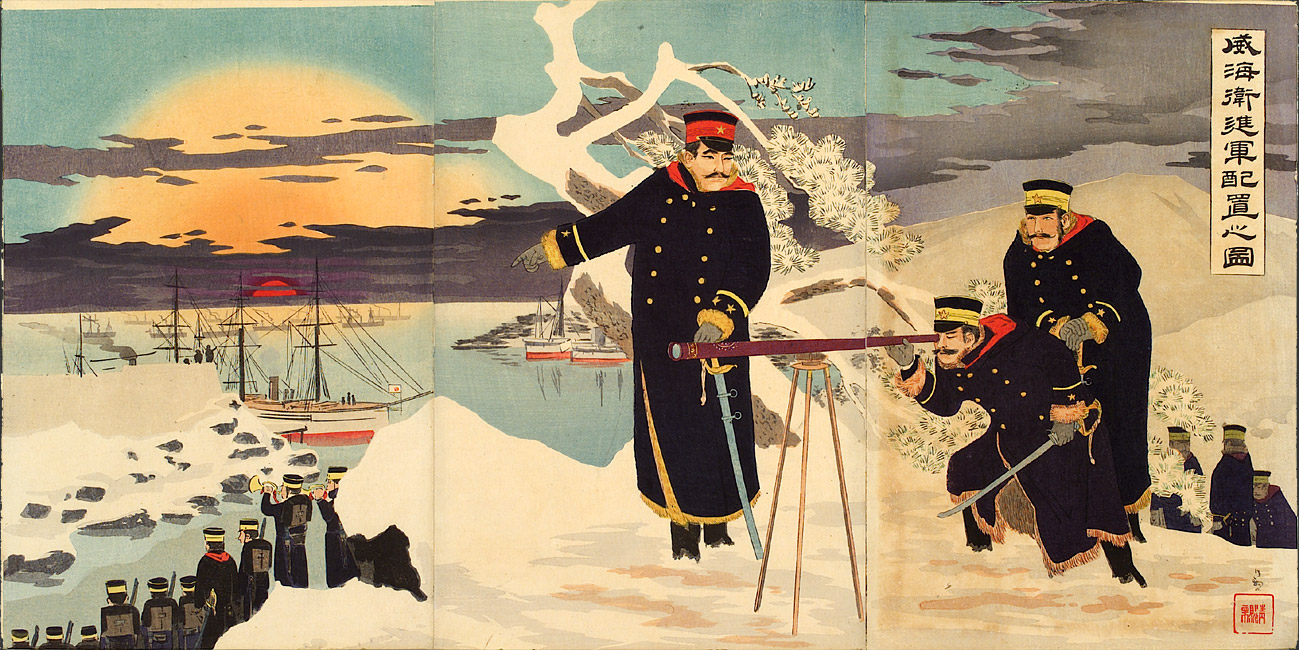
Висадка японських військ у Вейхайвей. Малюнок Кобаясі Кійотіка

Основна висадка була запланована у бухті Жунчен в 80 милях на схід від Вейхайвею. У ніч на 20 січня під густий снігопад авангардні частини японської армії стали висаджуватися на берег. Японцям чинив опір загін із 500 китайських солдатів. Вони змусили повернути назад перші японські шлюпки, але потім самі відступили під вогнем гармат авізо «Яеяма», встигнувши повідомити по телеграфу про висадку. Надалі вона йшла безперешкодно і швидко — з шлюпок і привезених кораблями на буксирі китайських джонок, а пізніше за допомогою плавучої платформи від берега до місця, досить глибокого для підходящих транспортних судів. До 25 січня вся 3-тя армія була зосереджена на зайнятому плацдармі і почала просування двома колонами до Вейхайвею. У японців не було важкої облогової артилерії, так як гірська місцевість з Жунчен ускладнювала її пересування.
Японський флот, за винятком 3-го допоміжного загону (8 корветів і канонерок), виділеного для безпосередньої підтримки сухопутних військ, перейшов на стоянку до острова Цзімін між Вейхайвей і мисом Шаньдун, щоб блокувати Бейянську ескадру. Японські патрульні судна взяли під спостереження обидва виходи з бухти. 25 січня адмірал Іто звернувся до адмірала Діну з листом, доставленим у Вейхайвей на англійському судні. Японський командувач, посилаючись на довоєнну дружбу з Діном, пропонував тому здатися. Іто переконував Діна, що цей вчинок послужить на користь майбутнього його країни, тому що чим швидше закінчиться війна, тим швидше відкриється Китаю нова прогресивна ера. Китайський адмірал залишив лист без відповіді.

## Штурм східних фортів

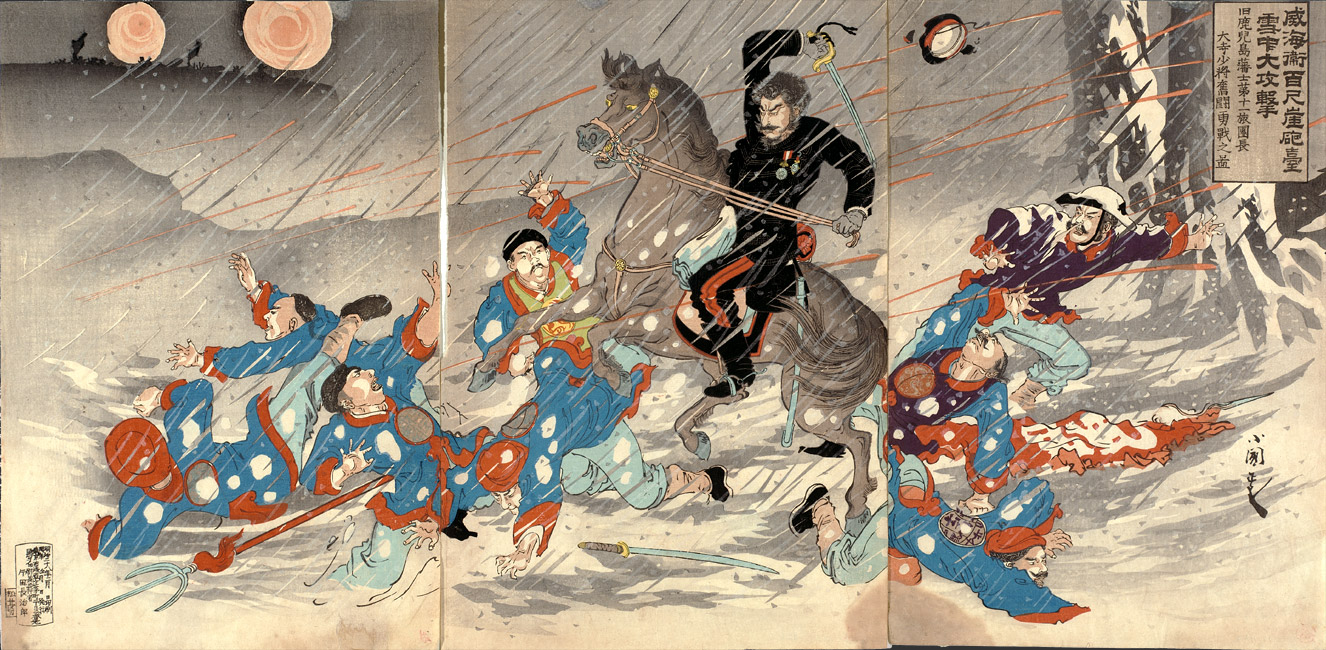
Смерть генерала ОДЕР Ясудзумі (з японської літографії)

Рано вранці 30 січня діюча на приморському напрямку північна японська колона під командуванням генерала Одери Ясудзумі (загинув в бою), збивши фланговим ударом китайські заслони, атакувала за підтримки гірських гармат п'ять берегових фортів, які прикривали східних вхід в бухту Вейхайвею. Гарнізони фортів скерували свої гармати в бік суші, їх також підтримали прибережні китайські кораблі, але вогонь важких гармат не зміг зупинити стрімке просування японців. Побоюючись обходу і оточення, гарнізони двох самих західних фортів в паніці бігли зі своїх укріплень, одразу ж зайнятих японцями. Жорстокий бій розгорівся за східний китайський форт. З моря по ньому вівся вогонь з японських канонерок, а також корвет «Кацурагі», крейсера «Наніва» і «Акіцусіма». Напівзруйнований форт був узятий штурмом.
Після взяття фортів японці відкрили вогонь із захоплених гармат по двом середнім фортам, які залишалися у китайців, спричинивши там пожежі та обвали. Гарнізони підірвали форти і відступили до берега, сподіваючись на допомогу з кораблів Бейянської ескадри. Адмірал Дін дійсно висадив загін моряків, щоб прикрити евакуацію. Однак сильний обстріл з берега змусив кораблі відійти від входу в бухту. Китайські солдати і моряки були притиснуті до моря і вбиті. Врятувалося лише кілька людей, які добралися уплав до своїх кораблів.
В цей же час друга японська колона відкинула 2-тисячний китайський загін, що прикривав південні підступи до Вейхайвею. Японці вийшли до дороги вздовж берега бухти, якою спішно відступали китайські солдати, першими покинувши форти. Японці спробували перепинити їм шлях, але потрапили під вогонь кораблів Бейянської ескадри. Також у бій вступили і гармати форту на острові Жидао, прикриваючи відхід китайських військ. Японці не наважилися наблизитися до берега, і залишки гарнізонів східних фортів зуміли відступити до Вейхайвею. У ранковому бою японці втратили 134 людини убитими і пораненими. Втрати китайських військ були на порядок більшими, ще більших втрат вдалося уникнути лише завдяки підтримці флоту.

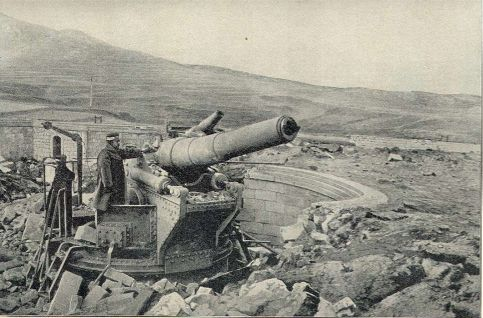
Захоплена китайська батарея 11-дюймових гармат. 1895. Світлина

## Перші атаки японського флоту
30 січня о 2 годині дня адмірал Іто з 12 крейсерами головної ескадри і «Летючого» загону з'явився у полі зору Вейхайвею і проплив кільватерною колоною повз острів Люгундао, обстрілявши його форти з дальньої дистанції. Крейсери не стали наближатися до китайського флоту, який вишикувався в бухті за бонові загородження. Японський адмірал посилався на небезпеку мін, але, насправді, на той час японці вже виявили на одному із захоплених фортів пост управління мінним загородженням і негайно знешкодили його.
Першим в бій з Бейянським флотом вступив загін японських канонерок, які, опинившись під вогнем китайських кораблів, швидко повернули назад. Під вечір до бухти був посланий японський загін із застарілих броненосних кораблів: малого тюремного броненосця «Фусо», напівброненосних батарейних корветів «Конго» і «Хіей», а також авізо «Такао» (за ін. іформацією — малого броненосного крейсера «Чіода»). Японські кораблі здійснювали складні маневри біля східного входу в бухту, намагаючись обійти передбачувані міни, а потім повернули назад, не вступаючи в бій. Причиною відступу було названо західне сонце, яке сліпило японців і надавало значну перевагу їхньому противнику.
Вночі розпочалася третя спроба японських військово-морських сил проникнути в бухту. На цей раз в протоку були спрямовані міноносці. Їхня атака також закінчилася безрезультатно. На захоплених японцями фортах міноносці в темряві прийняли за китайські і відкрили по них вогонь. Міноносці не постраждали, але змушені були повернути назад.

## Китайський флот в оточенні

Китайський флот у Вейхайвей. 1895. Світлина

Наступного дня, 31 січня в морі почався сильний шторм, і японський флот вимушено заховався в захищеній від негоди бухті Жунчен. Через морози, хуртовини та рясні снігопади японці призупинили і наступ на суші. Адмірал Дін скористався перепочинком для організації оборони морської фортеці. Він припускав, що місто Вейхайвей буде незабаром здано своїм слабким гарнізоном, але вважав, що флот може самостійно оборонятися, поки не підійде допомога, базуючись на острові Люгундао.
На Люгундао перебувала головна штаб-квартира флоту, військово-морське училище, вугільний склад і п'ять фортів з 17 крупнокаліберними гарматами. На розташовані навпроти острова батареї фортів біля західної протоки вирушив загін моряків, які за наказом Діна вивели їх з ладу. Якби противник захопив ці батареї неушкодженими, їх великокаліберні гармати могли б обстрілювати через вузьку західну протоку о. Люгундао і якірну стоянку ескадри. Були відведені або знищені всі дрібні судна в бухті, щоб не допустити японського десанту на острів.
Пізніше Діна звинувачували у тому, що він не спробував відвести свій флот з Вейхайвею в один з південних портів Китаю. Навіть якби Бейянській ескадрі не вдалося уникнути бою, два добре захищених китайських броненосця, як показав бій у Ялу, виявилися б «не по зубах» японським крейсерам. Однак бій у відкритому морі прирікав на загибель малі китайські кораблі. Велике значення відігравали й обставини морального плану — адмірала Діна вже засуджували за відмову допомогти Люйшуню, якщо б ще одна фортеця була б залишена флотом без бою, це було б остаточним доказом його боягузтва. Крім того, на Люгундао втекло кілька тисяч жителів Вейхайвею, які боялися, що японці влаштують у взятому місті таку ж різанину, як раніше в Люйшуні. Піти з Вейхайвею означало приректи на загибель кількох тисяч цивільних осіб, в тому числі жінок і дітей.
З припиненням хуртовин, японці поновили наступ. Як і припускав Дін, 1 лютого китайські війська покинули місто Вейхайвей і через гори пішли в сторону Чіфу. Битися разом з Діном залишилося лише півтори тисячі солдатів, які перебували в фортах Люгундао і Жидао. Ними командував генерал Дай Цзунцянь (також — «генерал Чан» або Шанг Ванс). Спустошене місто на наступний день було захоплене без бою японськими військами, які оволоділи і зруйнованими Діном береговими фортами біля західного протоки в бухту. Базований на Люгундао китайський флот виявився блокованим і з моря, і з материка.
Вранці 2 лютого біля Вейхайвею знову з'явилася японська ескадра. Море було спокійним, сяяло яскраве сонце, але стояв сильний холод. Збудовані в кільватерну колону білосніжні японські кораблі на повному ходу пройшли повз Люгундао, ведучи по острову вогонь з дистанції трохи більше 2 км. Берегові батареї відкрили у відповідь вогонь, але не змогли влучити по японцям, що швидко віддалялися. Японський флот щодня влаштовував подібні вогневі нальоти на Люгундао. Вони не завдавали серйозного збитку добре укріпленим батареям і захованим за островом китайським кораблям, які, в свою чергу, маневрували по бухті, обстрілюючи японські війська на материку. Проте, постійні обстріли чинили сильний психологічний вплив на китайський гарнізон і біженців.

## Атаки японських міноносців
Набагато успішніше, ніж великі японські кораблі, діяли міноносці. Хоча китайські міни були виведені з ладу, східний вхід в бухту перекривав простягнутий на 3 км бон зі сталевих швартових, які підтримували колодяні заякоренні плоти. У бонових загородженнях було кілька проходів, які охороняли китайські дозорні судна. Південна ділянку бона була уже зруйнована японцями, але цей прохід біля берега був небезпечним через велику кількість підводних скель.
У ніч на 3 лютого японські міноносці спробували пройти через бон по центральному проходу, але були помічені китайськими сторожовими судами і відігнані вогнем. У наступну ніч на 4 лютого до Вейхайвею знову таємно вийшли 10 японських міноносців (2-й і 3-й загони). Поки дві канонерки відволікали увагу китайських дозорів, міноносці обійшли бонове загородження з півдня, при цьому два міноносця налетіли на скелі і, отримавши пошкодження, повернули назад. Ще два міноносця потрапили на бон, але зуміли на повному ходу перескочити через швартови. Дочекавшись заходу місяця, перший загін з чотирьох міноносців непоміченим обійшов лінію китайських сторожових суден (міноносці і озброєні шлюпки) і вийшов до якірної стоянки головних сил Бейянського флоту.
На китайських кораблях не чекали нападу, японці добре розрізняли їх, завдяки яскравому світлу із ілюмінаторів. Міноносці йшли прямо на флагманський броненосець «Дін'юань», що виділявся на тлі неба своїми високими щоглами. Однак в цей момент другий загін міноносців, взявши невірний курс, вийшов на китайські сторожові судна, з яких негайно відкрили вогонь з малокаліберних скорострільних гармат і ручної зброї. Вогонь вівся також і з великих кораблів.
Лише два міноносця прорвалися до китайського флагману, але через обмерзання торпедних апаратів змогли випустити в нього тільки половину своїх торпед. Одна з них вразила «Дін'юань» в борт близько корми. На броненосці встигли задерти водонепроникні перегородки, проте в них відкрилася сильна теча, і корабель став осідати у воду. «Дін'юань» відвели до берега, де він через кілька годин сів на дно. Палуба броненосця залишилася над водою, і він міг продовжувати вести вогонь з баштових гармат. Японці втратили два міноносця і 15 чоловік убитими. Один міноносець був розстріляний з гармат (екіпаж встиг перейти на інші судна), другий (№ 22, з пари, яка брала участь в атаці «Дін'юаню») зіткнувся при відході з китайською шлюпкою, пошкодив кермо і вилетів на скелі (команда потонула або замерзла, вранці китайці взяли в полон п'ять членів екіпажу, що залишилися). Ще два сильно пошкоджених міноносця японці забрали на буксирі.

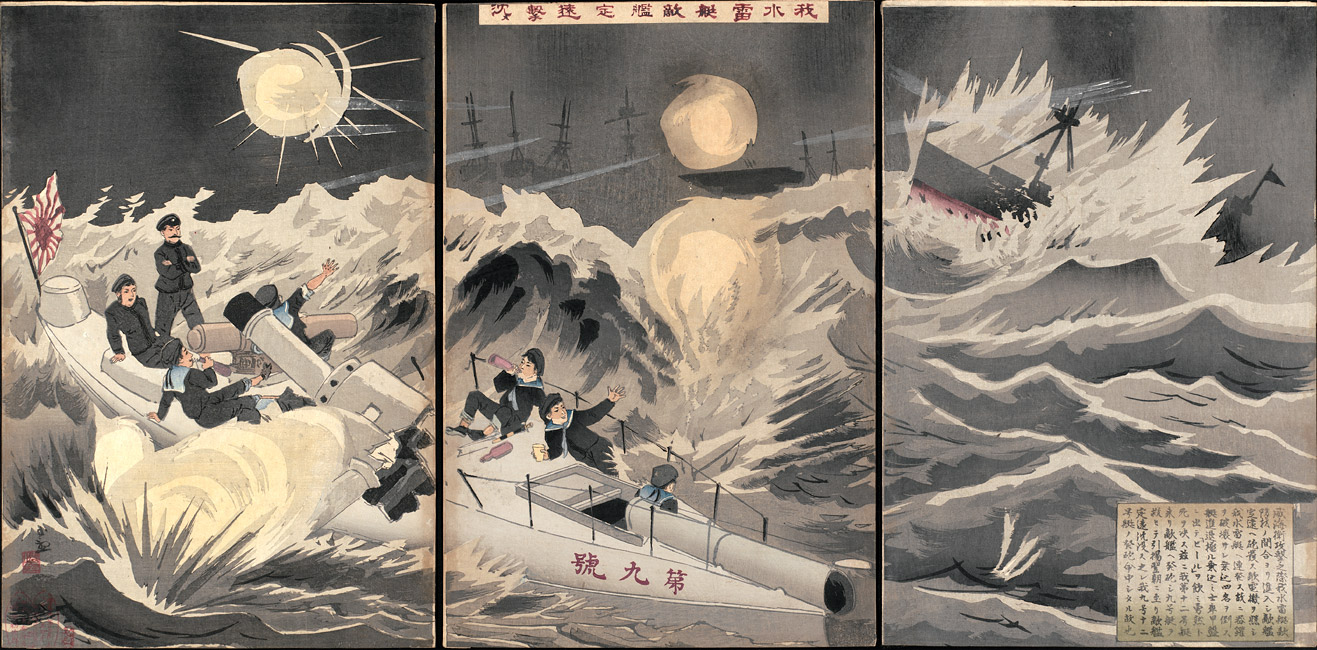
Подвиг японського міноносця, що торпедував китайський броненосець. Малюнок Кобаясі Кійотіка

На наступну ніч 5 лютого японці повторили атаку, в якій тепер брало участь 4 міноносця з елітного 1-го загону (2 міноносця повернули назад через пошкодження). На цей раз китайці очікували нападу. Адмірал Дін особисто встав в сторожову охорону на крейсері «Цзіюань». Прожектори нишпорили променями по бухті. Незважаючи на всі вжиті заходи, японцям вдалося, обігнувши бон з півдня, обійти патрулі і наблизитися до китайської ескадри непоміченими.
Два міноносця, в тому числі броньований «Котака», атакували і торпедували броненосний крейсер «Лайюань». Через десять хвилин після вибуху торпеди «Лайюань» перекинувся і затонув, залишивши на поверхні днище. Із перевернутого крейсера долинали стукіт і крики людей, що опинилися в пастці. Коли з великими труднощами вдалося прорізати дно крейсера, там вже були тільки мертві — 170 осіб. Два інших міноносця торпедували навчальний корабель «Вейюань», який затонув на мілководді. У своєму звіті японці доповіли і про поразку інших китайських кораблів, в тому числі — обох броненосців і ще одного крейсера.

## Бій на зовнішньому рейді
Вважаючи китайський флот досить ослабленим, адмірал Іто вирішив атакувати його всіма своїми силами. 7 лютого японські кораблі, вишикувавшись у дві колони, вийшли на зовнішній рейд морської фортеці. Адмірал Іто з головною ескадрою і броненосних загоном здійснював циркуляції перед боновими загородженнями біля острова Люгундао, адмірал Цубоі з «Летючим» загоном — перед Жидао. Японські бронепалубні крейсери і броненосні кораблі вели побіжний вогонь, проходячи повз берегові батареї і китайські кораблі, що стояли за боном, потім розверталися для нового проходження. Китайці енергійно відповідали з кораблів і берегових батарей, влучивши кілька разів у противника.
Найбільш серйозно, як і в битві під Ялу, постраждав флагман Іто, крейсер «Мацусіма». Один китайський снаряд знищив на ньому штурманську рубку і пошкодив димову трубу, а іншого, пробивши вугільну яму і броньову палубу, пройшов через мінний льох в машинне відділення, але не вибухнув. На флагмані Цубоі, крейсері «Іосіно», було підбито одну із гармат, причому шрапнель від броньового щита вразили весь бойовий розрахунок. Попадання великокаліберних снарядів були також в «Наніва» і «Фусо». Всього в бою загинуло 29 і було поранено 36 японських офіцерів і матросів. Серед китайських кораблів найбільш постраждав броненосець «Чженьюань», на якому було вбито або поранено близько 50 осіб. Головним же успіхом японців було знищення форту на острові Жидао, де вибухнув пороховий склад. Проте, адміралу Іто не вдалося домогтися рішучої перемоги, неприємним сюрпризом для японського командувача стала і участь в битві декількох нібито вже потоплених китайських кораблів.

## Спроба прориву китайських міноносців
8 лютого, коли японська ескадра знову наблизилася до Вейхайвею, через західну протоку з бухти несподівано вийшла китайська мінна флотилія — не менше 13 міноносців. Дін Жучан намагався дати рішучий бій силами мінного загону, але командир міноносця «Цзоі» Ван Пін, призначений командувачем загоном, злякався бою і вважав за краще спробувати прорватися в Чіфу (Яньтай).

Схема прориву китайських міноносців

Адмірал Іто послав в погоню швидкохідні крейсера «Іосіно» («Йосіно») і «Наніва» (за ін. даними «Акіцусіма») з «Летючого» загону, а також швидко відстав від них порівняно тихохідний «Іцукусіма». Обійшовши китайську мінну флотилію з боку моря, японські крейсера відкрили по ним вогонь, притискаючи до берега. У Чіфу прорвався тільки морський міноносець «Цзоі». Решта або викинулася на скелі, або була потоплена в бою. Сівші 4 міноносці на скелі були знищені командами, а 8 — захоплені японцями, проте 4 з них були настільки важко пошкоджені, що затонули під час шторму при буксируванні в найближчі бухти.

## Останні дні оборони
Адмірал Іто прагнув провести свою ескадру на внутрішній рейд Вейхайвею і остаточно знищити там китайський флот. Але для цього, спочатку було потрібно зруйнувати бонове загородження, яке стояло на заваді японським кораблям. В ніч з 8 на 9 лютого до бону були спрямовані катери і баркаси. Їх команди, використовуючи вибухівку, а також сокири і ножівки, зруйнували значну частину бона.
Японці закінчили відновлення захоплених ними західних берегових фортів, чиї гармати могли діставати до якірної стоянки біля Люгундао. Вранці 9 лютого японці почали обстріл. Адмірал Дін віддав наказ негайно придушити ворожі батареї. Однак в дуелі був підпалений і потім підірваний посаджений на мілину «Дін'юань». У той же день артилерійським вогнем був потоплений і бронепалубний крейсер «Чінг'юань».
У наступні дні японці продовжували обстріл Люгундао і з берегових батарей Вейхайвей, і з кораблів, що курсували поблизу острова. У відповідь вогнем китайці пошкодили крейсер «Іцукусіма», корвети «Кацурагі» і «Тенрі». Ночами японці влаштовували вилазки в бухту на малих судах, продовжуючи руйнувати бонове загородження. Становище китайців на Люгундао ставало все більш безнадійним, солдати і матроси були до межі виснажені безперервними боями. Скупчені на острові біженці страждали від холоду і хвороб. Під впливом підбурювання іноземних військових радників в гарнізоні почалася сильні нарікання, виникла загроза бунту. Дін заявив представникам солдатів і матросів, що їх борг битися до кінця, але змушений був назвати останній термін, коли ще можна сподіватися на допомогу ззовні — 11 лютого.

## Капітуляція
У ніч на 11 лютого адмірал Дін отримав доставлене якимось чином на Люгундао повідомлення від Лі Хунчжана, в якому говорилося про неможливість надіслати війська на допомогу Вейхайвею. Адміралу було дано пораду піти в який-небудь інший порт. Однак здійснити цю пропозицію з наявними силами було неможливо.
Зранку 12 лютого до японського флоту, що курсував біля Вейхайвею, попрямувала китайська канонерка під білим прапором. Парламентарі передали адміралу Іто лист від китайського командувача. Дін погоджувався на здачу фортеці і кораблів, що залишилися, за умови, що він відпустить їхні команди і гарнізони. Адмірал Іто, усупереч поширеній думці військової ради, погодився на такі умови і запропонував адміралу Діну в листі почесну еміграцію до Японії. Дін Жучан віддав останні розпорядження по здачі фортеці і наклав на себе руки. Його заступник, командир броненосця «Дін'юань» Лю Бучань застрелився ще 10 лютого, після вибуху, що остаточно знищив його корабель. Застрелився і командир «Чженьюань» Ян Юнлінь. Також вчинив самогубство військовий комендант Вейхайвею Дай Цзунцянь.

Підірваний броненосець «Дін'юань». Світлина

Через самогубства вищих китайських командирів у японців виникли проблеми з підписанням акту про капітуляцію. 13 лютого на борту японського флагмана «Мацусіма» з китайської сторони підписи поставили цивільний губернатор Вейхайвею і британський капітан на китайській службі Мак-Люр. 14 лютого японські кораблі увійшли в бухту. Судна, що залишались у китайців, в тому числі броненосець «Чженьюань», крейсера «Пін'юань» і «Цзіюань» спустили прапори. Японці за розпорядженням адмірала Іто залишили китайцям невелике навчальне судно «Канцзі». На ньому були перевезені в Чіфу тіла Дін Жучана та інших китайських командирів, яким противник, поважаючи їх доблесть, віддав останню шану. Японська ескадра, що вишикувалася в бухті, салютувала прапору адмірала Діна. Кільком тисячам китайських військових і біженцям, перевезених японцями з Люгундао, було надано право вільно покинути фортецю (мирні жителі отримали запрошення залишитися в місті при гарантії повної безпеки). У Вейхайвеї японці захопили багаті трофеї, в тому числі — броненосець «Чженьюань», що став першим великим броненосним кораблем японського флоту.